# Bátonyterenye
Bátonyterenye je mesto na Madžarskem, ki upravno spada v podregijo Bátonyterenyei Županije Nógrád.